# ОШ „Четврти краљевачки батаљон” Краљево
ОШ „Четврти краљевачки батаљон“ је осмогодишња школа која се налази у Краљеву и функционише у оквиру образовног система Републике Србије.